# Octolasmis muelleri
Octolasmis muelleri är en kräftdjursart som först beskrevs av William Chambers Coker 1902.  Octolasmis muelleri ingår i släktet Octolasmis och familjen Poecilasmatidae. Inga underarter finns listade i Catalogue of Life.